# أندرو جاكسون ديفيس
أندرو جاكسون ديفيس (بالإنجليزية: Andrew Jackson Davis)‏ هو نفسي أمريكي، ولد في 11 أغسطس 1826 في نيويورك في الولايات المتحدة، وتوفي في 13 يناير 1910 في بوسطن في الولايات المتحدة.